# Cryptocanthon paradoxus
Cryptocanthon paradoxus är en skalbaggsart som beskrevs av Vladimir Balthasar 1942. Cryptocanthon paradoxus ingår i släktet Cryptocanthon och familjen bladhorningar. Inga underarter finns listade i Catalogue of Life.